# Encephalosphaera lasiandra
Encephalosphaera lasiandra là một loài thực vật có hoa trong họ Ô rô. Loài này được Mildbr. mô tả khoa học đầu tiên năm 1930.